# Кохала (мост)
Кохала — мост через реку Джелам, приток реки Инда; по нему пролегает одна из дорог, связывающих Азад-Кашмир с остальным Пакистаном.
Мост расположен возле города Кохала, 38 километров (24 миль) к северу от города Мурее и 35 км к югу от города Музаффарабад. Подвесной мост был построен в 1877 году и разрушилсяв 1890 году во время наводнения. Новый стальной мост был построен в 1899 году и простоял почти сто лет, но тоже был разрушен наводнением в 1990 году. Третий мост был построен на северной окраине в 1993 году.

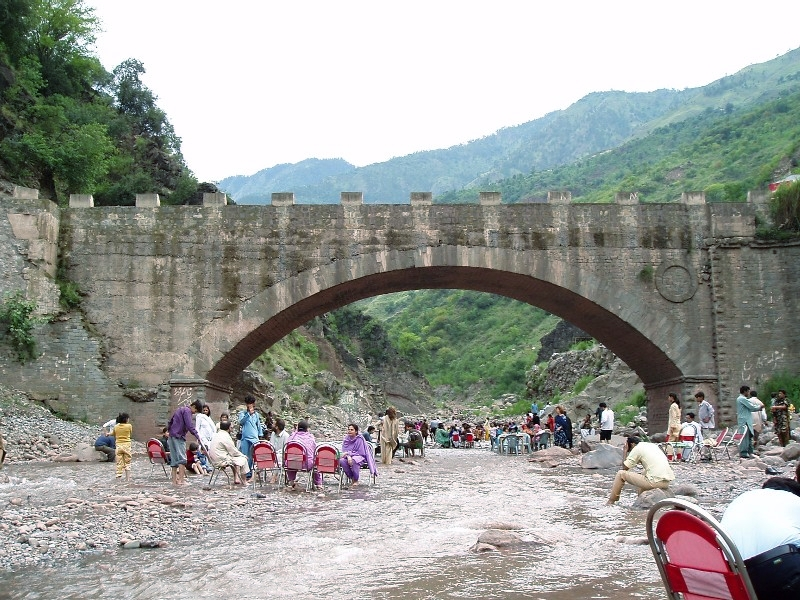
Место возле реки  Джелам под мостом, является популярной туристической достопримечательностью